# Жаксыколь
Жаксыколь (каз. Жақсыкөл) — упразднённое село в Уилском районе Актюбинской области Казахстана. Ликвидировано в 2012 году. Входило в состав Караойского сельского округа. Код КАТО — 155237200.

## Население
В 1999 году население села составляло 138 человек (72 мужчины и 66 женщин). По данным переписи 2009 года, в селе проживало 35 человек (18 мужчин и 17 женщин).